# 病院へ行こう
『病院へ行こう』（びょういんへいこう）は、1990年に公開された日本映画である。1992年には第2作『病は気から 病院へ行こう2』が公開された。本記事ではこの2作を共に扱う。本作の原案はプロデューサー・河井真也が悪性腫瘍で入院した際の体験が元になっている。

## 病院へ行こう
1990年の作品。ある大学病院での医師と患者、そしてそれに携わる人々の人間ドラマを描いたコメディー。

### あらすじ
広告代理店のコピーライター・新谷公平は、妻の春子が夜中に見知らぬ男性を自宅に連れ込んでいる現場に鉢合わせし、男性と揉み合いの末、マンションの階段から転落する。そんな新谷が搬送された大学病院の新人研修医・吉川みどりは、救急患者が苦手で点滴の針すらもさせない有り様。結果、新谷は大腿骨骨折・全治1ヶ月間と診断され、同病院の大部屋で入院生活を送ることになる。だが、新谷の隣のベッドの患者は一緒に転落した男性・如月十津夫だった。新谷と如月の担当医になったみどりに対し、新谷は不安を如月は恋心を抱く。入れ替わるように面会に来た春子は新谷に離婚届を渡すと弁解もせず実家に戻ってしまう。
新谷は間男、妻の不倫・離婚、自分が抜けた仕事のことなどから胃潰瘍を併発するが、医師が胃癌であることを隠すために胃潰瘍と偽っているのではと思い悩む。一方、新谷よりも軽傷だった如月の肺に影があり、肺癌なのか結核なのか判明せず、みどりも悩んでいた。如月には内緒で様々な検査をするが、結局、どちらなのか判明しない。外科医は手術して直接患部を見れば良いと言うが、不要な手術を嫌うみどりは納得しない。日数は掛かるが、如月の痰を培養検査へ提出する。みどりから胃潰瘍であると断言され新谷の悩みは軽減される。しかし、如月への怒りは収まらない。復讐のためだけに如月が憧れるみどりを口説き落とし、新谷の意趣返しは成功する。
検査の前日、如月は新谷を誘い病院を抜け出し、2人は車椅子で夜の街へと繰り出す。そこで、新谷が仕事で多忙のために寂しい春子が、自身の誕生日に街で偶然出会った如月を家に入れただけで、不倫など何もなかったという真実を知る。酩酊した如月は解雇された花火工場に乗り込むが、怪我で利き手の右手が不自由になった職人まで雇う余裕がないと親方夫婦は弁解する。朝帰りした二人が病院に戻ると、如月の帰りをいら立って待つみどり。如月の飲食していないとの自己申告を信じ検査を始めるが、検査途中で昨夜暴飲暴食したものを吐いてしまい検査は中止。検査した医師はみどりを叱責し、みどりは嘘をついた如月に怒りをぶつける。
新谷は如月の検査内容から肺癌だと気付き、みどりを問い詰めるが不自然に否定される。ある夜、 医局に忍び込んだ新谷と如月は、みどりの引き出しに如月のラブレターを入れるが、如月が目を離した隙に新谷は引き出しからラブレターを取り戻す。新谷はみどりが書いた風を装って返信を作成し、それを寝ている如月の枕元に置く。如月は返信の内容が好意的なものだったので、みどりが態度に出さないのは彼女の奥床しさだと誤解する。
ある日、みどりに呼び出された如月が意気揚々と診察室に向かうと、みどりから外科医を紹介される。その医師から開胸術による検査を勧められたことで、自分は肺癌で死が近いと思い込む。如月は死ぬ前に自作の打ち上げ花火を夢の島で試すため、新谷と実力行使で病院を抜けだそうと試みる。しかし、病院を抜け出すのが困難と判断した新谷は、行き先を屋上に変更し、屋上から火の付いた花火の玉を放り投げる。花火は夜空に大輪の花を咲かせ、如月の花火は大成功。丁度、その頃、みどりの元に如月の検査結果が届き、癌ではなく服薬で完治する結核と判明する。みどりは如月には吉報を知らせ、新谷には喜びのあまり抱きつきキスをする。2人の関係を知らなかった如月は呆然と見守るだけだった。如月が内科病棟に移った数日後、新谷は如月がみどり先生に告白したが振られたことを噂で知る。
新谷の退院の日、新谷と偶然ロビーで再会した如月は不自由だった右手だけで折鶴を作ってみせる。新谷が病院の出口を抜けると、そこには新谷を待つ春子の姿があった。

### スタッフ
- 監督 - 滝田洋二郎
- 製作者 - 三ツ井康、村上光一
- プロデューサー - 鎌田敏郎、小林寿夫、河井真也
- 企画協力 - 山田耕大
- 脚本 - 一色伸幸
- 撮影 - 浜田毅
- 美術 - 中澤克巳
- 編集 - 冨田功
- 音楽 - 高橋千佳子
- 助監督 - 萩庭貞明
- 製作協力 - メリエス
- 製作 - フジテレビジョン

### 出演
- 新谷 公平（しんたに こうへい） - 真田広之

広告代理店勤務。仕事人間で家庭を顧みない日々を送っていた。妻の浮気相手の如月と揉め合いの末にマンションの階段から転落し大怪我を負い入院するハメに。
- 吉川 みどり（よしかわ みどり） - 薬師丸ひろ子

整形外科の研修医。医大の入試成績は芳しくなく大学への寄付金の贈与額トップで合格した。患者に注射や点滴の針を刺すのが苦手。
- 如月 十津夫（きさらぎ とつお） - 大地康雄

春子の浮気相手。職業は花火師。新谷と共に大怪我を負い、彼と同じ病院に搬送されて隣のベッドに入院。怪我をした経緯から、病院職員らの間で「間男」とあだ名をつけられる。みどりに恋心を抱いている。
- 新谷 春子（しんたに はるこ） - 斉藤慶子

公平の妻。妻の誕生日にもかかわらず仕事にかまける夫に嫌気が差し、行きずりの如月を自宅に誘う。
- 笹蔵 - 尾美としのり

みどりの交際相手。医大の研究室勤務。寄生虫の研究をしている。
- 定 - 螢雪次朗

新谷・如月と同室の入院患者。おかまバーに勤務。如月のみどりへの恋を後推しする。
- 韮崎 - 伊原剛志

病院の胸部外科医。結核の培養菌検査で時間をかけるよりも、手術で直接調べることを主張する。
- 牛丸 - ベンガル

新谷・如月と同室の入院患者。公務員。暇になると内科病棟を散策し、自分の健康を実感するのが日課。入院中も支払われる給料と入院保険で収入が倍になった。教授の回診では退院しないことに対し嫌味を言われる。
- 牛丸の強欲女房 - 三原世司奈

収入の面から、夫の入院が長引くことを夫婦で望んでいる。
- 幸吉 - 荒井注

新谷・如月と同室の入院患者。19歳の女房との結婚式で怪我をして入院中。
- 安西 - 嶋田久作

新入りの入院患者。治療器具で首を固定している。
- 親方 - レオナルド熊

如月の元勤務先の花火工場の親方。右手神経の後遺症を理由に、如月を泣く泣くクビにした。
- 親方の女房 - 絵沢萌子

零細な花火工場を夫とともに切り盛りしている。
- 春日野 - 角田英介

新谷・如月と同室の入院患者。女性の見舞客が多い若者。
- 五月 - 平栗あつみ

みどりと仲の良い看護師。時にみどりに厳しく接することもある。
- 榊 - 加藤善博

新谷の執刀医。みどりの上司。
- 富田 - 米山善吉

新谷の広告代理店の後輩。入院した新谷に替わり仕事を仕切る。
- 優 - 井上彩名

新谷が担当するCMに出演するモデル。新谷の浮気相手。
- 婦長 - 田根楽子

新谷から杉良太郎のチケットを貰う。
- 内科医 - 西岡徳馬

新谷に胃潰瘍を宣告する。
- 清美 - 鍵本景子

新谷や如月を担当する准看護師。
- 手術室のおばはん - 橘雪子

手術前の新谷に医師や看護師への付け届けの重要性を説く。
- 小夜 - 水城蘭子

幸吉の付き添い。
- ミツコ - 桑田和美

幸吉の妻。
- 辰 - 飯山弘章

如月の後輩。
- 春子の母 - 町田博子
- 少女の父親 - 大杉漣
- 少女の母親 - 早川絵美
- ナイスな看護婦 - 石井きよみ
- 医師 - 池島ゆたか
- 胃透視の検査技師 - 小出明広
- プロのおばさん - 辻伊万里

みどりの下手な注射の被害者
- 理学療法士 - 草見潤平
- 研修医B - 豊川悦司

みどりから注射の実験台に誘われるがハッキリと断る。

### 評価
- 1990年度キネマ旬報ベストテン第19位、読者選出第9位[2]

## 病は気から 病院へ行こう2
第2作はがん患者の女性と担当医の恋愛模様を中心にした物語で、ホスピス患者とそこに携わる病院関係者のふれあいを描いた作品である。同時上映は『七人のおたく』。

### あらすじ
美容師・安曇祐子（あずみ ゆうこ）は、酒を飲みすぎて病院に担ぎ込まれ、副院長・片倉一郎（かたくら いちろう）から胃潰瘍と診断された。しかし実際はスキルスといわれる末期の胃癌で、最も重症の部類に当たる病状と判明する。「少しでも長生きできるよう延命処置を取るべきだ」と主張する一郎。しかし弟であり同じく医師の片倉保（かたくら たもつ）は「患者に苦痛のないような死に方を理解し支えるのも医者の仕事」と考え、新設されたホスピス病棟の仕事に全力を傾け、意欲を燃やす。そんな中、うかつな保の言葉から自らの病気を知った祐子は、動揺を隠しきれず病院を抜け出そうとする。結局、祐子は保の勧めでホスピス病棟に入るが、自身の余命を逆手に取り、芸能活動を始める。

### スタッフ
- 監督 - 滝田洋二郎
- 製作者 - 村上光一
- プロデューサー - 河井真也、小林壽夫
- 企画 - 堀口壽一、岡田裕介
- 原案 - 一色伸幸
- 脚本 - 一色伸幸
- 撮影 - 浜田毅
- 美術 - 中澤克己
- 編集 - 冨田功
- 音楽 - 梅林茂
- 主題歌 - 広瀬香美『愛があれば大丈夫』
- 助監督 - 井原真治
- 製作 - フジテレビジョン

### 出演
- 安曇 祐子 - 小泉今日子
- 片倉 保 - 三上博史
- 片倉 一郎 - 真田広之
- 高倉 俊男 - 柄本明
- 赤間 小百合 - 木野花
- 岩久保 孝 - ベンガル
- 柏木 冬三郎 - 天本英世
- 川添 民子 - もたいまさこ
- 乾 みさ - 鶴田真由
- 安曇 直 - 上條恒彦
- 片倉 幸太郎 - 神山繁

### 評価
- 1992年度キネマ旬報ベストテン第22位[4]